# 虹猫蓝兔阿木星
《虹猫蓝兔阿木星》，2007年中国大陆播出的国产动画片，由湖南宏梦卡通集团制作，是《虹猫蓝兔七侠传》的续作。2009年，该片获颁优秀国产电视动画片鼓励奖。

## 剧情
七剑合璧后，森林大地迎来了和平安宁，然而马三娘在雷雨之夜藉助雪舍利雷电之力再度复活了。马三娘回到雪岛，被其师父雪岛上人告知其子已死。本已万念俱灰的马三娘无意中得知雪岛上人的弟子阿木的第三只眼是天底下最邪恶的力量，能够吸收四大神兽的内丹，进而找到麒麟。
马三娘企图东山再起，杀害师父雪岛上人，并欺骗阿木只有收集四大神兽内丹才能找到亲娘。武林再起新的争端，虹猫、蓝兔为保护麒麟、维护森林大地的和平，再度并肩作战……

## 主要角色
虹猫
蓝兔
阿木
马三娘
逗逗
麒麟
四大神兽
　风兽
　雨兽
　雷兽
　电兽